# Ochromolopis zagulajevi
Ochromolopis zagulajevi — вид лускокрилих комах родини зонтичних молей (Epermeniidae).

## Назва
Вид названо на честь російського ентомолога Олексія Загуляєва (1924—2007).

## Поширення
Вид поширений в центральній частині Поволжя, на півночі України, в Криму, Кавказьких горах, Закавказзі та західному Казахстані.